# 87式砲兵彈藥車
87式砲兵彈藥車陸上自衛隊野戰特科的裝備。配合M110自走炮使用作為補給和運輸炮彈。炮車上不能載很多炮彈，所以本車可以說是M110自走炮的必需品。
和野砲牽引常用的73式牽引車採用同樣車體。彈藥庫在車體後部、203mm砲彈可以搭載50發。後部還有設置油壓式吊車一次可以吊起10發炮彈；一枚203mm彈重量約90kg。
車體上部裝有自衛用白朗寧M2重機槍。前部有柵欄式裝甲可防禦一些榴彈型武器。